# 錦風真悟
錦風 真悟（にしきかぜ しんご、1978年2月14日 - ）は、東京都江戸川区出身（後に北海道浜益郡浜益村を経て合併により石狩市に変更）で、尾車部屋に所属していた元大相撲力士。現在は世話人。本名は足達 康之。現役時代の体格は身長179cm、体重147kg、得意技は左四つ、寄り、押し。最高位は西幕下筆頭（2001年7月場所）。

## 来歴
両国に近い江戸川区に生まれ、何度か相撲を見に国技館まで足を運んだことがあり、師匠の尾車（元大関・琴風）とは小学校時代に参加した部屋での稽古で縁ができた、稽古の厳しさ位に当時小学生であった足達は泣いたが、稽古後に振る舞われた女将の手製ハンバーグに感激し、この時点で気持ちが入門に傾いた。小学5年時にはわんぱく相撲全国大会に江戸川区の代表として出場した。江戸川区立小岩第二中学校では相撲部がなかったため柔道部に所属したが、父に勧められたこともあって中学2年生の時に尾車部屋への入門を決めた。途中で高校進学を考えて気持ちが揺らいだこともあったが、恩義を感じていたこともあって入門を決意。
初土俵の1993年3月場所から錦風眞悟の四股名で土俵に上がった。「錦」は同郷の栃錦及び尊敬していた琴錦に因み、「風」は尾車部屋力士に共通する字、眞悟の名は2歳で夭折した兄の名に因んで父が命名した。前相撲は一番出世だった。コンスタントに成績を上げ、初土俵からちょうど5年が経過して、東三段目46枚目で迎えた1998年3月場所では得意の押し相撲が冴え渡り、1番相撲で積山（後の幕内・隆の鶴）に勝ったのを皮切りに連勝を続け三段目優勝。翌場所は20歳の新幕下ということで将来を期待されたが、その後3年間の成績は一進一退で、幕下中位～三段目上位の往復を繰り返していた。幕下時代には、尊敬していた琴錦の付け人も務めた。
西幕下43枚目で迎えた2001年3月場所で再び好調を来たし、1番相撲から連勝を続け、6連勝同士の7番相撲でも潮丸に勝ち、幕下優勝。翌2001年5月場所では星勘定によっては十両昇進が濃厚とされる東幕下3枚目に昇進し、3勝1敗で迎えた9日目には当場所西十両13枚目に在位していた若東と対戦し押し出しで勝ち、4勝2敗と勝ち越して迎えた12日目には西十両10枚目の須磨ノ富士（同期）と対戦し押し倒しで敗れ、最終的に4勝3敗と勝ち越したものの十両昇進には至らず。翌2001年7月場所では自己最高位の西幕下筆頭に昇進し再び十両昇進を目指したものの、2勝2敗で迎えた9日目に東十両12枚目の武雄山と対戦し押し出しで敗れ、3勝3敗と勝ち越しを賭けて迎えた12日目に西十両11枚目の泉州山と対戦し寄り切りで敗れ、最終的に3勝4敗と負け越し。東幕下6枚目に降格し再起を図った翌2001年9月場所では中盤で負けが込み6番相撲（11日目の潮丸戦）で2勝4敗となり負け越してしまった。以上の通り、幕下上位における十両力士との対戦を5回経験し、2勝3敗であった。以降も引退に至るまで殆どを幕下中位～三段目上位で過ごすも関取には上がれなかった。
2011年に大相撲八百長問題で3月場所が中止になった際には傷心の余り引退を決意したが、同部屋の弟弟子の嘉風が2009年に発生した若麒麟の不祥事の際に必死で部屋をまとめたことを思い出したり、同期生の天一から激励を受けたりして、それらを無駄にしないために現役を続行。2014年5月場所で、1986年3月場所から一度も休場していなかった北斗龍（北の湖部屋）が初めて休場を届け出て、連続出場記録がストップして以降、現役力士の最多連続出場記録は錦風が持っていた。現役中は一度も休場しないまま、2015年1月場所限りで現役を引退した。現役最後の相手は鳥羽の山で、最後は勝って現役を終えた。鳥羽の山もこの一番を最後に現役を引退したが、これについて鳥羽の山は「最後が錦風で良かった」と言っていたという。引退後は、師匠・尾車の推薦により同年2月1日付で日本相撲協会に世話人として採用された。番付編成会議後の引退のため、2015年3月場所の番付には力士として名前が残った。同年4月29日の断髪式には同期生の若兎馬など260人が駆けつけ、止め鋏は師匠の尾車が入れた。
2015年の4月26日には師匠の尾車の誕生日ということで写真をスライドさせる機械をプレゼントした。当時入院中だった尾車はその機械のスイッチを入れて流されたゆずのヒット曲『栄光の架橋』聴き、さらに弟子たちがメッセージボードを抱えて励ましている写真を眺めてリハビリによる社会復帰を強く誓った。
2021年9月2日、新型コロナウイルス感染が確認されたが、3日に芝田山広報部長が現状で無症状であり9月場所出場には問題ないとの見解を示した。
2022年2月7日、この日付けで尾車部屋が閉鎖されたことに伴い、部屋付きの22代押尾川（元関脇・豪風）が同日付で新設した押尾川部屋に転属した。

## 人物
生まれも育ちも江戸川区であり、日本相撲協会に届け出た出身地も当初は江戸川区であったが、2000年11月場所から祖父の出身地である北海道浜益郡浜益村に変更、その後平成の大合併により2005年からは石狩市となっている。これは当時、北海道出身の関取が琴冠佑一人だったため、北海道出身として関取を目指し、親孝行がしたいという思いからだった。
関取まであと一歩まで迫りながら果たせなかった原因として、師匠の尾車は「錦は優しくて、（昇進のチャンスがかかる）そういう時に闘志に変わるのではなく、ドキドキして自分の力を発揮できずに終わったのかも分からんな。その優しさとか気配りできるのが、あだになったのかもしれん。」とし、琴錦は「錦風は一生懸命、稽古に取り組んで頑張っていたし、一般人としての仕事は的確で、人間としては素晴らしい。でも、そこが災いしたんじゃないか。ある程度、適当にやっていたほうが意外と（番付は）上がる。真面目すぎちゃったんじゃないかというのがあります。」と述べ、後輩の豪風は兄弟子に対する遠慮を見せながらも「自分でいいところも悪いところも気づけない、分からないのはよくない。（中略）長所も短所も分かってないとダメなんですよ。そこが筆頭の一枚の壁を破れなかった部分ではないかと思います。」と述べ、嘉風も「康之さん（錦風）はもう少し、相手のことや、自分のよさを研究すればよかったかもしれない。」と述べ、いずれも稽古場での実力は認めながらも精神的な部分の弱さを指摘している。一方で、その真面目さゆえに世話人に採用されたともしている。
世話人としては友鵬を手本にしていた。錦風が新弟子のころから優しく接してくれ、現役時代にいい相撲が取れたときには帰り際に友鵬から「いい相撲だったな」と声をかけてもらえた。世話人就任後も「最初は何も分からない。どんな格好をしたらいいのかとか、そもそも何をしたらいいのかとか。そういうのを一番最初に教えてくれたのが友鵬さんなんです。（中略）世話人で何か会合があれば『錦、一緒に行こうか』と声をかけてくれました。」と述べ、友鵬の死去時には自身のブログに長文の思いを載せている。

## 主な成績
- 通算成績：461勝449敗（131場所）
- 幕下成績：263勝290敗（79場所）
- 各段優勝
  - 幕下優勝1回（2001年3月場所）
  - 三段目優勝1回（1998年3月場所）

| | 一月場所 初場所（東京） | 三月場所 春場所（大阪）   | 五月場所 夏場所（東京） | 七月場所 名古屋場所（愛知） | 九月場所 秋場所（東京） | 十一月場所 九州場所（福岡） |
| --- | ----------------------- | ------------------------- | ----------------------- | --------------------------- | ----------------------- | --------------------------- |
| 1993年 （平成5年） | x                       | （前相撲）                | 東序ノ口13枚目 5–2      | 西序二段147枚目 4–3         | 西序二段115枚目 4–3     | 東序二段84枚目 4–3          |
| 1994年 （平成6年） | 西序二段63枚目 2–5      | 西序二段101枚目 5–2       | 東序二段46枚目 3–4      | 東序二段64枚目 4–3          | 東序二段40枚目 4–3      | 東序二段20枚目 4–3          |
| 1995年 （平成7年） | 西三段目99枚目 5–2      | 西三段目63枚目 2–5        | 東三段目84枚目 3–4      | 西三段目97枚目 4–3          | 東三段目82枚目 3–4      | 西三段目96枚目 4–3          |
| 1996年 （平成8年） | 東三段目78枚目 5–2      | 西三段目45枚目 1–6        | 西三段目84枚目 3–4      | 西序二段6枚目 6–1           | 東三段目51枚目 5–2      | 西三段目21枚目 4–3          |
| 1997年 （平成9年） | 西三段目6枚目 1–6       | 西三段目41枚目 3–4        | 西三段目62枚目 4–3      | 東三段目44枚目 4–3          | 東三段目29枚目 3–4      | 西三段目47枚目 4–3          |
| 1998年 （平成10年） | 西三段目30枚目 3–4      | 東三段目46枚目 優勝 7–0   | 西幕下31枚目 2–5        | 西幕下48枚目 3–4            | 東三段目筆頭 4–3        | 西幕下52枚目 3–4            |
| 1999年 （平成11年） | 西三段目4枚目 4–3       | 西幕下55枚目 3–4          | 西三段目11枚目 3–4      | 東三段目24枚目 3–4          | 東三段目38枚目 4–3      | 東三段目22枚目 5–2          |
| 2000年 （平成12年） | 東幕下59枚目 5–2        | 西幕下38枚目 4–3          | 西幕下33枚目 4–3        | 西幕下26枚目 3–4            | 西幕下34枚目 6–1        | 東幕下13枚目 2–5            |
| 2001年 （平成13年） | 東幕下28枚目 2–5        | 西幕下43枚目 優勝 7–0     | 東幕下3枚目 4–3         | 西幕下筆頭 3–4              | 東幕下6枚目 3–4         | 西幕下12枚目 1–6            |
| 2002年 （平成14年） | 東幕下35枚目 5–2        | 東幕下25枚目 5–2          | 西幕下13枚目 3–4        | 西幕下19枚目 3–4            | 東幕下27枚目 2–5        | 東幕下45枚目 5–2            |
| 2003年 （平成15年） | 東幕下30枚目 3–4        | 東幕下44枚目 2–5          | 東三段目2枚目 5–2       | 東幕下42枚目 4–3            | 西幕下34枚目 3–4        | 西幕下44枚目 4–3            |
| 2004年 （平成16年） | 西幕下31枚目 2–5        | 西幕下47枚目 4–3          | 西幕下39枚目 5–2        | 西幕下23枚目 2–5            | 東幕下40枚目 3–4        | 西幕下48枚目 6–1            |
| 2005年 （平成17年） | 西幕下20枚目 3–4        | 西幕下28枚目 4–3          | 東幕下24枚目 3–4        | 東幕下30枚目 5–2            | 西幕下16枚目 4–3        | 西幕下13枚目 3–4            |
| 2006年 （平成18年） | 東幕下19枚目 3–4        | 東幕下26枚目 2–5          | 東幕下42枚目 4–3        | 東幕下33枚目 4–3            | 西幕下26枚目 3–4        | 東幕下33枚目 3–4            |
| 2007年 （平成19年） | 東幕下40枚目 5–2        | 東幕下27枚目 3–4          | 西幕下37枚目 5–2        | 西幕下24枚目 1–6            | 西幕下49枚目 4–3        | 西幕下39枚目 2–5            |
| 2008年 （平成20年） | 東幕下52枚目 3–4        | 東三段目5枚目 2–5         | 西三段目27枚目 5–2      | 西三段目4枚目 6–1           | 西幕下31枚目 3–4        | 東幕下39枚目 1–6            |
| 2009年 （平成21年） | 東三段目10枚目 4–3      | 西幕下59枚目 3–4          | 西三段目13枚目 6–1      | 西幕下37枚目 4–3            | 東幕下30枚目 4–3        | 東幕下24枚目 1–6            |
| 2010年 （平成22年） | 東幕下48枚目 2–5        | 東三段目9枚目 4–3         | 西幕下59枚目 3–4        | 西三段目10枚目 4–3          | 西幕下57枚目 4–3        | 西幕下48枚目 2–5            |
| 2011年 （平成23年） | 東三段目12枚目 3–4      | 八百長問題 により中止     | 東三段目24枚目 2–5      | 西三段目33枚目 6–1          | 東幕下47枚目 3–4        | 東三段目筆頭 4–3            |
| 2012年 （平成24年） | 東幕下53枚目 3–4        | 東三段目9枚目 6–1         | 東幕下35枚目 3–4        | 東幕下46枚目 4–3            | 西幕下38枚目 2–5        | 西幕下58枚目 6–1            |
| 2013年 （平成25年） | 東幕下26枚目 2–5        | 西幕下41枚目 5–2          | 西幕下23枚目 0–7        | 西幕下58枚目 4–3            | 東幕下52枚目 4–3        | 東幕下43枚目 4–3            |
| 2014年 （平成26年） | 東幕下38枚目 2–5        | 東幕下60枚目 4–3          | 東幕下51枚目 5–2        | 西幕下33枚目 2–5            | 東幕下53枚目 3–4        | 東三段目5枚目 3–4           |
| 2015年 （平成27年） | 西三段目17枚目 2–5      | 東三段目38枚目 引退 0–0–0 | x                       | x                           | x                       | x                           |
| 各欄の数字は、「勝ち-負け-休場」を示す。 優勝 引退 休場 十両 幕下 三賞：敢=敢闘賞、殊=殊勲賞、技=技能賞 その他：★=金星 番付階級：幕内 - 十両 - 幕下 - 三段目 - 序二段 - 序ノ口 幕内序列：横綱 - 大関 - 関脇 - 小結 - 前頭（「#数字」は各位内の序列） |                         |                           |                         |                             |                         |                             |

## 改名歴
- 錦風 眞悟（にしきかぜ しんご） 1993年3月場所 - 2007年1月場所
- 錦風 真悟（にしきかぜ しんご） 2007年3月場所 - 2015年3月場所